# Клэм-кейк
Клэм-кейк (англ. clam cake — букв. «пирог с моллюском», клэм-фриттер англ. clam fritter — «фриттер с моллюском») — блюдо американской кухни родом из Новой Англии, специалитет Род-Айленда и Южного побережья Массачусетса и популярный стритфуд. Правильно приготовленный клэм-кейк представляет собой измельчённую ножку моллюска в кляре, жаренную во фритюре, лёгкий и хрустящий шарик золотистого цвета размером с мячик для гольфа. Он похож на бенье и хашпаппи и не имеет ничего общего с нежным краб-кейком. Неудачные, тяжёлые клэм-кейки, в которых с трудом обнаруживается начинка, иронично называют «грузилами» (англ. sinker). На Род-Айленде клэм-кейки перед едой принято сбрызгивать уксусом, а к их заказу автоматически прилагается клэм-чаудер. Клэм-фриттеры появились 3 июля 1916 года, авторство принадлежит Лоуренсу Вудману из ресторана Woodman’s в Эссексе.